# 新奥法
新奧工法（英語：The New Austrian Tunneling method, NATM），全稱新奧地利隧道施工法，又稱序列開挖法（SEM）或噴射混凝土襯砌法（SCL），是一種現代隧道設計與施工技術。該方法利用精密監測，根據施工中遇到的岩石類型，優化支撐結構的加固方式。
此技術於1960年代首次受到關注，源自Ladislaus von Rabcewicz、Leopold Müller、Franz Pacher於1957年至1965年間在奧地利薩爾茲堡的研究。名稱的確立旨在區別於早期方法，強調其經濟優勢，即利用周圍岩體的天然地質強度穩定隧道，而非全面加固整體結構。
新奧工法被廣泛認為促進了現代隧道工程的革新，並已成為許多現代隧道的主要挖掘技術。新奧工法在喀斯特地形條件下亦具備高度成本效益。

## 原理
新奧工法運用岩體受載行為的基本原則，結合施工過程中的監測技術。此方法常被形容為「邊設計邊施工」，但更準確的說法是「邊監測邊設計」。設計基於對襯砌變形及岩體狀況的實時觀察進行優化，而非一套固定的開挖與支撐技術。
新奧工法包含六項主要要素：
- 利用岩體固有強度：依賴周圍岩體的自然強度作為主要支撐結構。初期支撐的作用是促使岩體自我支撐。
- 噴射混凝土（英语：Shotcrete）保護：最小化岩體鬆動與變形，在開挖後立即噴射薄層混凝土以穩定岩層。
- 測量與監測：對潛在變形進行精確監測。要求安裝嵌入襯砌、地層及鑿孔（英语：Borehole）的精密儀器。如出現位移，僅在必要時增加支撐，以降低總體工程成本。
- 靈活支撐：初期襯砌薄且根據當前地層狀況調整。採用主動支撐方式，通過岩栓（英语：Rock bolt）、鋼絲網和鋼肋的靈活組合加固隧道，而非加厚混凝土襯砌。
- 迅速完成仰拱面（英语：Invert level）封閉：在軟弱地層中，迅速封閉仰拱面形成承載環，有效發揮周圍岩體的結構強度。
- 岩體分類（英语：Rock mass classification）：根據岩體硬度與穩定性評估最小支撐需求，避免支撐過強導致的資源浪費。針對不同岩體類型的支撐設計可作為施工指導原則。

通過計算最佳隧道橫截面，只需在開挖後立即噴射薄層混凝土，形成自然承載環，減少岩體變形。岩土工程儀器可測量開挖後的變形及岩體內的應力分佈。
此監測方法靈活，即便遇到岩體結構變化（如裂縫或礦井水），仍能迅速調整施工方案。加固材料為鋼筋混凝土，可結合鋼肋或錨栓使用，而非依賴更厚的噴射混凝土。
根據測得的岩體特性，選擇適當的加固工具。支撐需求通常依據RMR或Q系統進行評估。21世紀以來，新奧工法廣泛應用於軟土層隧道及多孔沉積層。此方法允許即時調整施工細節，並需配合靈活的合同機制以支援變更。

## 學理與術語演變
新奧工法最初為阿爾卑斯山地區設計，適用於深層及高地應力條件下的隧道施工。此方法已成為現代隧道工程的基礎，針對特定地層條件進行設計。大部分城市隧道位於淺層，與原版新奧工法相比更重視減少沉降，採用的支撐方式因此有所不同，術語使用也出現混淆。
在美國，特別是淺層軟土地層隧道，新奧工法的應用促使多種替代名稱出現，如「序列開挖法」（SEM）或「噴射混凝土襯砌法」（SCL）。日本則使用「中央分隔牆法」（CDM）及「上半部垂直分隔法」（UHVS）等術語。
奧地利工程師與建築師協會將新奧工法定義為：「一種將隧道周圍岩層或土層整合為整體環狀支撐結構的方法，使支撐結構本身成為支撐系統的一部分。」部分工程師將新奧工法廣義指代開挖隧道時的初期支撐噴射混凝土。需要注意的是，新奧工法既是設計理念，也是施工方法。

## 核心特色
作為設計理念的新奧工法，其核心特徵包括：
- 最大程度利用隧道周圍地層的固有強度。
- 允許地層受控變形以調動其結構強度。
- 根據地層變形特性，安裝適合的初期支撐，並調整施工時序。
- 透過儀器監測支撐系統的變形，作為調整設計與施工順序的依據。

作為施工方法的新奧工法，其核心特徵包括：
- 隧道逐段開挖並支撐，隨地層狀況調整施工順序。
- 初期支撐採用噴射混凝土，輔以纖維或鋼筋網加固，搭配鋼拱架（如格子樑）及地層加固技術（如土釘（英语：Soil nailing）或排釘（英语：Spiling））。
- 最終支撐通常使用鑄造混凝土襯砌，設於防水層之上。
- 迅速完成仰拱面封閉，形成結構環，充分發揮隧道上部拱形結構的自然承載力。

## 延伸閱讀
- Johann Golser, The New Austrian Tunneling Method (NATM), Theoretical Background & Practical Experiences. 2nd Shotcrete conference, Easton (USA), 4-8 Oct 1976.